# بلمنته د کامپس
بلمنته د کامپس (به اسپانیایی: Belmonte de Campos) یک شهرستان در اسپانیا است که در استان پالنسیا واقع شده‌است.

## خصوصیات
بلمنته د کامپس ۱۶ کیلومترمربع مساحت و ۳۴ نفر جمعیت دارد.